# Culicoides furensoides
Culicoides furensoides är en tvåvingeart som beskrevs av Williams 1955. Culicoides furensoides ingår i släktet Culicoides och familjen svidknott. Inga underarter finns listade i Catalogue of Life.